# 卡洛斯·德尔加多·查尔沃德
卡洛斯·德尔加多·查尔沃德（西班牙語：Carlos Delgado Chalbaud；1909年1月20日—1950年11月13日），委內瑞拉軍官，原為國防部長，1948年通過軍事政變上台並擔任委內瑞拉總統，1950年遭暗殺。